# Campeonato Timorense de Futebol
O Campeonato Timorense de Futebol é o principal torneio desportivo do Timor-Leste. Foi criado oficialmente em 2005 pela federação de futebol do país, após sua entrada na FIFA, com o nome de Super Liga Timorense.

## História
A Super Liga desapareceu dois anos após a sua criação, com apenas uma temporada realizada, e levou-se três anos até uma nova competição ser criada. Batizada de Taça Digicel, esta foi um torneio de seleções distritais, que teve apenas duas edições.
Em 2013, com a dissolução da FFTL pela FIFA, dadas as alegações de corrupção e suborno que pesavam sobre o então presidente Francisco Lay Kalbuadi, o campeonato nacional encontrava-se inativo. Assim, foi criada a Copa 12 de Novembro, que teve três edições consecutivas.
Em 2015, é criada finalmente a Liga Futebol Amadora, visando-se uma futura profissionalização do futebol no país. A primeira temporada foi realizada entre 2015-16, com 21 clubes participantes, sendo vencida pela equipa do Sport Laulara e Benfica. 
Em 2017, a LFA estabilizou-se como o principal campeonato nacional, sendo sua segunda temporada vencida pela equipa de Karketu Dili, com a realização também dos torneios da segunda e terceira divisão. Em 2018, o campeonato foi vencido pelo Boavista Timor. A equipa qualificou-se para a Copa da AFC de 2019.
Já em 2019, o FC Lalenok United fez história ao tornar-se a primeira equipa timorense a vencer na mesma temporada a LFA, a Taça 12 de Novembro e a Supertaça LFA. Em 2020, a Liga Futebol Amadora alterou seu nome para Liga Futebol Timor-Leste, confirmando a evolução do esporte no país, disputado agora com status profissional. As edições de 2020-21, 2022-23 e 2024-25 foram vencidas pelo Karketu Dili F.C., que tornou-se o maior campeão do torneio, desde 2005.

## Sistema de Disputa
A LFTL é composta por duas divisões principais. Na Primeira Divisão participavam, até 2021, 8 clubes. A partir de 2022, o número subiu para 10 equipas, que jogam entre si geralmente em turno e returno. Ao final do campeonato, dois times são rebaixados para a Segunda Divisão, que foi composta por 13 clubes até a sua segunda edição (2017), passando para 12 times a partir da temporada 2018 e 10 times na edição 2022-23.
Em maio de 2017, foi anunciado um novo torneio, equivalente à Terceira Divisão, que classificou 3 clubes para a Segunda Divisão de 2018, que passava a contar com 12 times na época. No entanto, o campeonato do terceiro nível vem sido disputado de forma irregular, não tendo sido realizado em diversos anos. Após a edição de 2019, o torneio entrou em um hiato, devido aos problemas causados pela pandemia de Covid-19, retornando apenas em 2025.

## Campeões
| Campeonatos anteriores - 1973: Sporting Clube de Timor - 1974: Sporting Clube de Timor - 2003: Polisi Timor Leste - 2004: Café F.C. Super Liga (oficial) - 2005-06: Fima Sporting (1º) - 2007-09: não houve Taça Digicel - 2010: Dili Leste - 2011: Dili Leste - 2012: não houve Copa 12 de Novembro - 2013: Dili Leste - 2014: sem informação - 2015: FC Aitana | Liga Futebol (oficial) - 2015-16: Sport Laulara e Benfica (1º) - 2017: Karketu Dili (1º) - 2018: Boavista Timor (1º) - 2019: Lalenok United (1º) - 2020-21: Karketu Dili (2º) - 2022-23: Karketu Dili (3º) - 2024-25: Karketu Dili (4º) |  |

## Títulos por clube
Segue-se, abaixo, o histórico da Primeira Divisão, considerando-se apenas as ligas oficiais.
| Clube                   | Campeão | Anos dos Títulos                | Vice | Anos do Vice  |
| ----------------------- | ------- | ------------------------------- | ---- | ------------- |
| Karketu Dili            | 4       | 2017, 2020-21, 2022-23, 2024-25 | 2    | 2015-16, 2018 |
| Lalenok United          | 1       | 2019                            | 1    | 2020-21       |
| Boavista Timor          | 1       | 2018                            | 1    | 2019          |
| Sport Laulara e Benfica | 1       | 2015-16                         | 0    |               |
| Fima Sporting           | 1       | 2005-06                         | 0    |               |

## Ligações Externas
- Liga Futebol Amadora - Página oficial no Facebook